# Färlöv
Färlöv is een dorp in de Zweedse gemeente Kristianstad in de provincie Skåne het heeft een inwoneraantal van 1.026 en een oppervlakte van 92 hectare (2010).
In Färlöv staan twee kerken, een in het dorp zelf en een er net buiten (Araslövs kyrka). De kerk in het dorp is in de romaanse bouwstijl gebouwd en stamt uit de 12de eeuw.

## Verkeer en vervoer
Bij de plaats loopt de Riksväg 19.
De plaats heeft een station aan de Östra Skånes Järnvägar.